# 966 Muschi
Muschi (asteroide 966) é um asteroide da cintura principal com um diâmetro de 23,43 quilómetros, a 2,3732171 UA. Possui uma excentricidade de 0,1277792 e um período orbital de 1 639,29 dias (4,49 anos). Muschi tem uma velocidade orbital média de 18,0566517 km/s e uma inclinação de 14,39219º.
Esse asteroide foi descoberto em 9 de Novembro de 1921 por Walter Baade.